# Weil (Bawaria)
Weil – miejscowość i gmina w Niemczech, w kraju związkowym Bawaria, w rejencji Górna Bawaria, w regionie Monachium, w powiecie Landsberg am Lech. Leży około 10 km na północny wschód od Landsberg am Lech.

## Demografia
| Rok  | Liczba mieszk. |
| ---- | -------------- |
| 1970 | 2 278          |
| 1987 | 2 608          |
| 2000 | 3 321          |
| 2005 | 3 626          |

### Struktura wiekowa
Dane o ludności z 31 grudnia 2008:
| Opis                                | Ogółem | Ogółem | Kobiety | Kobiety | Mężczyźni | Mężczyźni |
| ----------------------------------- | ------ | ------ | ------- | ------- | --------- | --------- |
| Jednostka                           | osób   | %      | osób    | %       | osób      | %         |
| Populacja                           | 3679   | 100    | 1832    | 49,8    | 1847      | 50,2      |
| Wiek przedprodukcyjny (0–17 lat)    | 834    | 22,67  | 403     | 10,95   | 431       | 11,72     |
| Wiek produkcyjny (18–65 lat)        | 2335   | 63,47  | 1161    | 31,56   | 1174      | 31,91     |
| Wiek poprodukcyjny (powyżej 65 lat) | 510    | 13,86  | 268     | 7,28    | 242       | 6,58      |

## Polityka
Wójtem gminy jest Anton Bauer, wcześniej funkcję tę pełnił Josef Schmelcher, rada gminy składa się z 16 osób.
|      | FWGS | DG | DGG | DGP | DGB | FWP | Razem |
| 2008 | 5    | 6  | 2   | 1   | 1   | 1   | 16    |
| 2002 | 6    | 5  | 2   | 1   | 1   | 1   | 16    |